# كليفورد ميراندا
كليفورد ميراندا (11 يوليو 1982 مارغاو الهند - ) هو لاعب كرة قدم هندي يلعب كلاعب وسط.

## روابط خارجية
- كليفورد ميراندا على موقع الاتحاد الدولي (مؤرشف)  (الإنجليزية)
- كليفورد ميراندا على موقع قاعدة بيانات كرة القدم.إي يو (الإنجليزية)
- كليفورد ميراندا على موقع ناشيونال فوتبول تيمز (الإنجليزية)